# George Mihailovici, Mare Duce al Rusiei
Marele Duce George Mihailovici al Rusiei (rusă Georgiy Mikhailovich Romanov, Георгий Михайлович Романов; n. 13 martie 1981) este moștenitor aparent al Mariei Vladimirovna, Mare Ducesă a Rusiei, pretendentă la șefia familiei imperiale a Rusiei. El folosește titlurile de Țarevici și Mare Duce al Rusiei; de asemenea, ca fiu al unui Prinț al Prusiei el folosește titlul de Prinț al Prusiei.

## Biografie
George s-a născut la Madrid în 1981, ca singurul fiu al Prințului Franz Wilhelm al Prusiei și a Maria Vladimirovna, Mare Ducesă a Rusiei. Mama sa este singurul copil și moștenitor al lui Vladimir Kirillovici, Mare Duce al Rusiei. Bunicii paterni au fost Prințul Karl Franz al Prusiei și Prințesa Henriette de Schönaich-Carolath.
George a fost botezat la 6 mai 1981, la Madrid. Nașul său este Constantin al II-lea al Greciei. Prezenți la botez au fost: regele Juan Carlos și regina Sofía a Spaniei, Simeon al II-lea al Bulgariei și regina Margarita a Bulgariei. George a primit titlul de Mare Duce al Rusiei de la bunicul matern. Prințul Vasili Alexandrovici al Rusiei, pe atunci președintele Asociației familiei Romanov, a răspuns în scris că "Asociația familiei Romanov declară că veselul eveniment din casa regală prusacă nu se referă la Asociația familiei Romanov din moment ce prințul nou-născut nu este membru al Casei Imperiale ruse sau al familiei Romanov".
În așteptarea eventualei sale succesiuni în calitate de pretendent și cu aprobarea bunicul matern, mama lui a solicitat o schimbare de nume autorităților franceze ca "Marele Duce George al Rusiei" în loc de "Prinz von Preußen". Acest lucru a fost refuzat de către ministrul francez al Justiției. Părinții lui s-au despărțit în 1982 și au divorțat în 1985. Tatăl său, care nu a mai folosit titlul său rus după separare, ar fi spus despre fiul său: "Am pașaportul său german chiar aici; întotdeauna l-am purtat cu mine. Scrie că este Prințul George al Prusiei."
George și-a petrecut primii ani din viață în Franța înainte de a se muta în Spania. Trăiește acolo împreună cu mama sa și cu bunica maternă, în casa mătușii materne, Helen Kirby, care a moștenit o avere semnificativă de la tatăl ei, Sumner Moore Kirby.

## Onoruri
- Suveran Militar Ordinul al Malta: Cavaler Mare Cruce a Justiție a Suveran Militar Ordinul al Malta, Clasa Specială[10][11]